# 常陸大子站

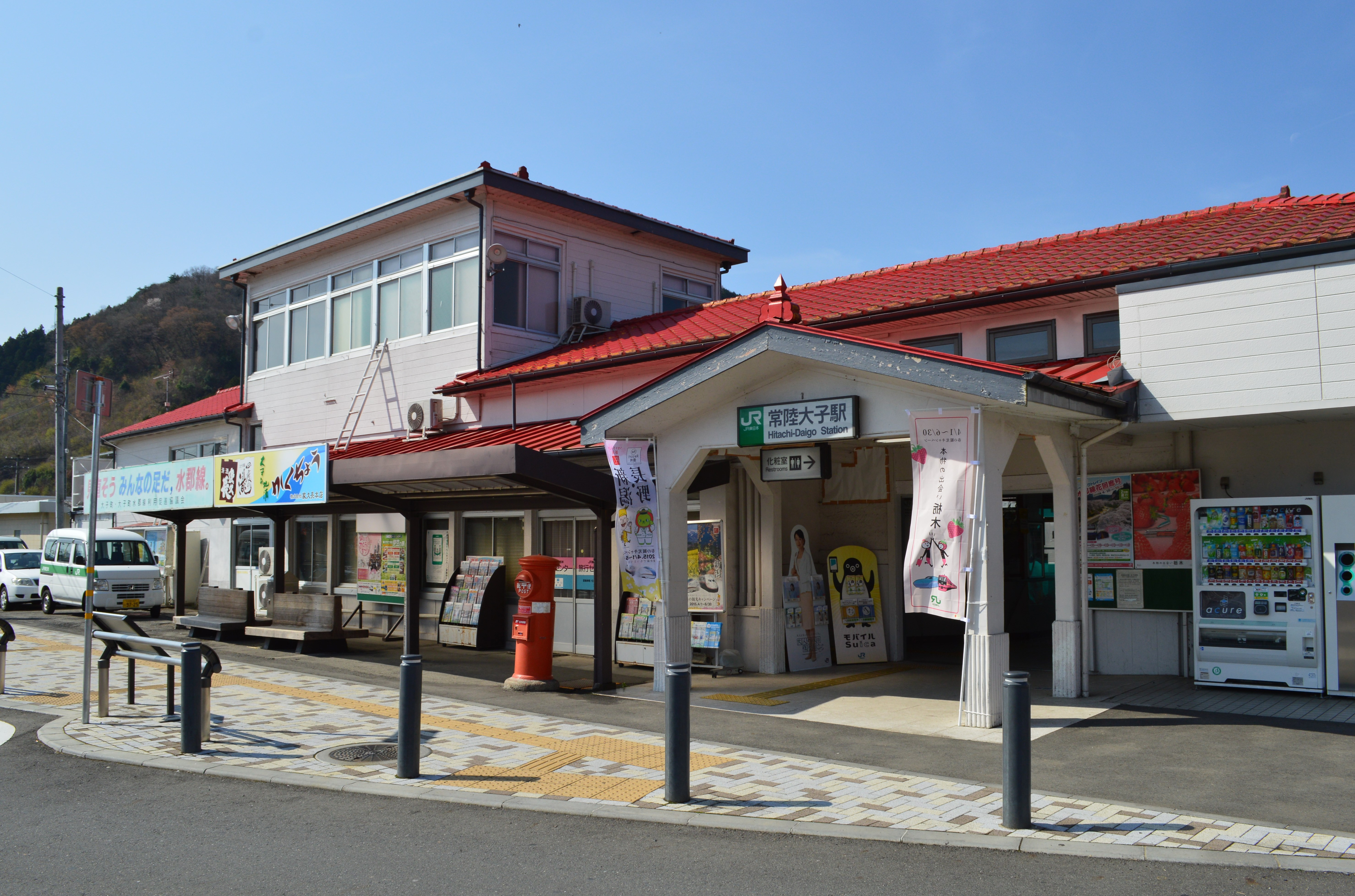
車站大樓（2015年4月）

在站內販賣的「奧久慈軍雞便當」.

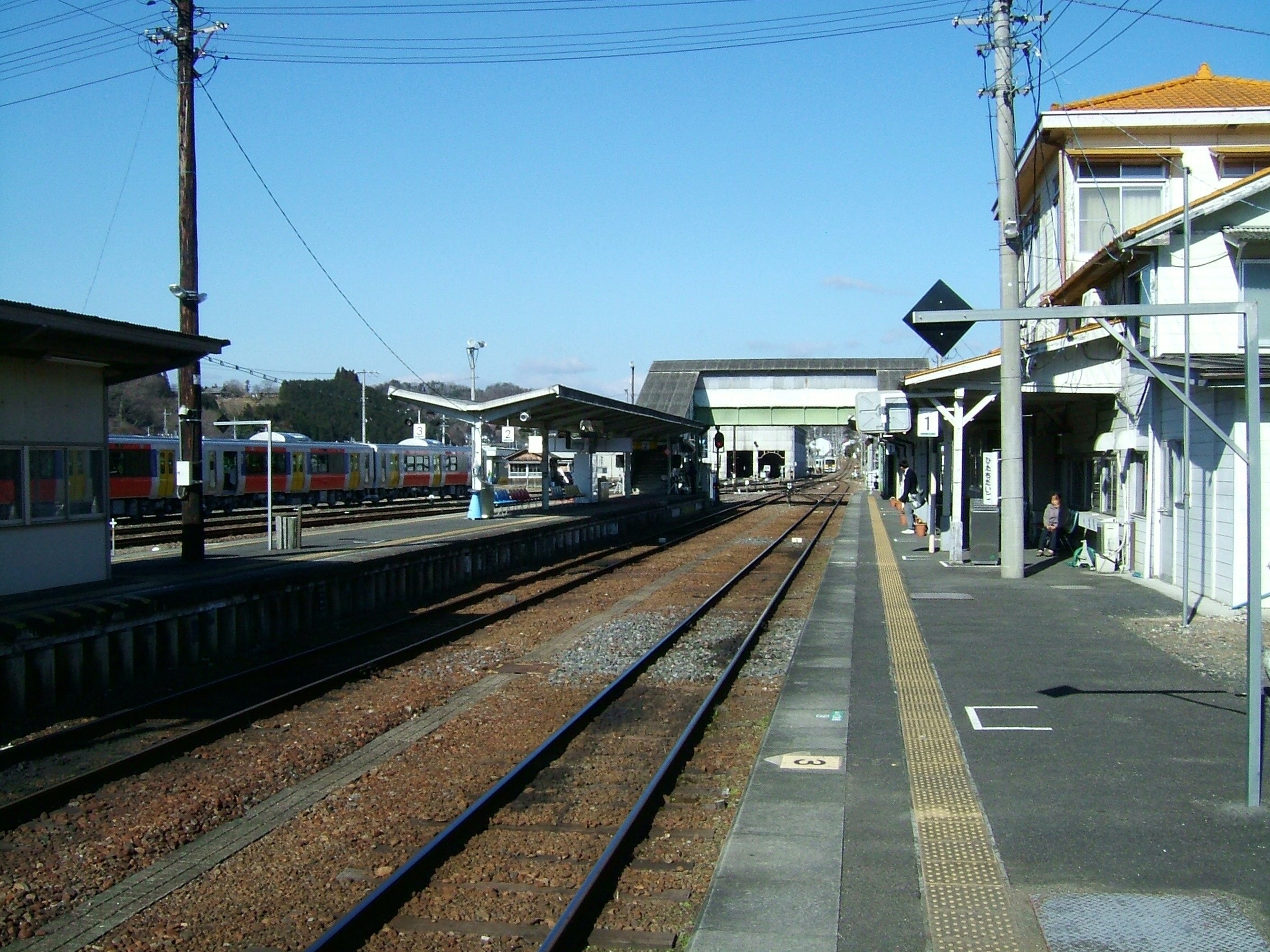
上行1號月台（2007年1月）

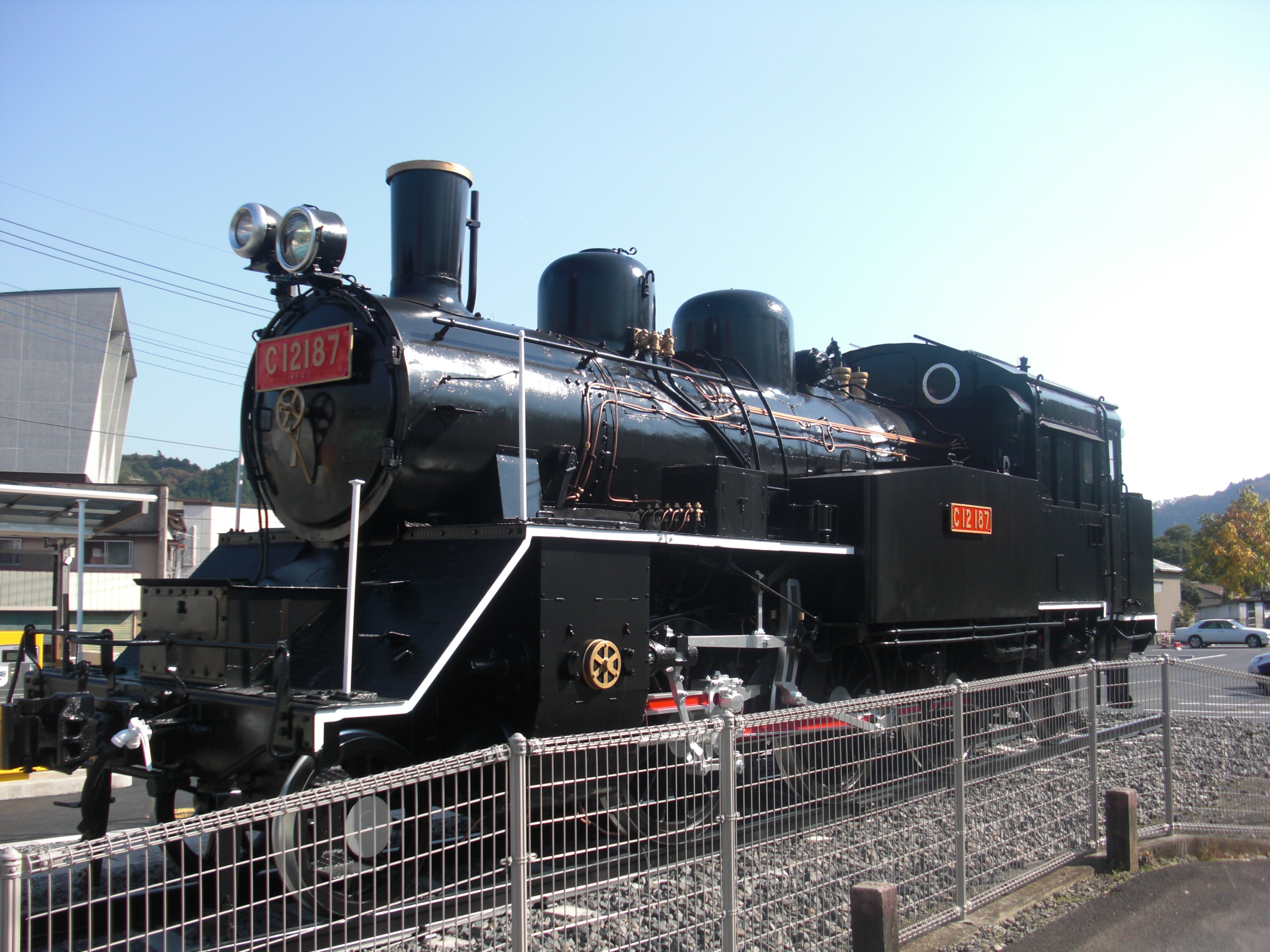
站前靜態保存中蒸氣機車C12 187（2010年11月）

常陸大子站（日语：／ Hitachi-Daigo eki */?）是位於茨城縣久慈郡大子町大字大子710號，東日本旅客鐵道（JR東日本）的水郡線車站。
此站是東京近郊區間的水郡線最北車站，同時為Suica首都圈區域中最北車站。

## 歷史
- 1927年（昭和2年）3月10日：鐵道省開設此站[1]。
- 1930年（昭和5年）4月16日：此站至磐城塙之間開通[2]。
- 1981年（昭和56年）7月1日：結束貨物起卸業務。
- 1987年（昭和62年）4月1日：伴隨國鐵分割民營化，車站由東日本旅客鐵道（JR東日本）營運[3]。
- 2002年（平成14年）：此站重新發售車站便當。
- 2014年（平成26年）4月1日：此站開始使用IC卡「Suica」[4]。但是郡山方向不可使用IC卡。隨著常陸大宮站成為業務委託車站，此站負責常陸大宮站至中舟生站之間各站。
- 2016年（平成28年）3月17日：車站大樓重建[5][6]。
- 2018年（平成30年）4月1日：隨著磐城石川站成為業務委託車站。此站負責磐城淺川站至磐城守山站之間各站。
- 2019年（令和元年）
  - 10月13日：受到颱風海貝思（颱風19號）吹襲日本的影響，袋田至常陸大子之間的第六久慈川橋受到嚴重損毀，包含此站在內全線不通通行[7]。
  - 10月16日：常陸大宮至此站之間開設臨時巴士[8]。
  - 11月1日：此站至安積永盛、郡山之間重開[9]。常陸大宮至西金之間重開，此站至西金之間繼續設有臨時巴士（代行巴士）[10]。

## 車站構造
此站是地面車站，設有1面1線的單式月台和1面2線的島式月台，共有2面3線的月台。兩月台之間設有跨線橋連接。站內設有車廠和乘務員基地水郡線營業所。此站設有許多留置線。在留置線後方設有轉車盤，但是使用機會較少。
此站是直營車站（設有站長），同時是管理車站。管理瓜連站至磐城守山站之間各站。此站設有綠色窗口、自動售票機和簡易Suica閘機。車站大樓一半部分為山崎店。
另外，此站設有列車進行增解結（進行結併與分離車廂）。例如09:23從水戶站出發前往郡山的班次會在此站把後邊3卡車廂分開，只有前面1卡車廂前往郡山。

### 月台
| 月台 | 路線    | 上下行           | 方向             |
| ---- | ------- | ---------------- | ---------------- |
| 1    | ■水郡線 | 上行             | 袋田、水戶方向   |
| 2    | ■水郡線 | 下行             | 郡山方向         |
| 3    | ■水郡線 | （臨時使用月台） | （臨時使用月台） |

參考
※受令和元年東日本颱風影響，在此站不可前往水戶方向時期，1號月台為下車專用月台。

## 在此站的運行形態
此站是水郡線的一座中間車站，在運行上為據點車站。
- 上行（發生颱風海貝思（颱風19號）前）（西金、常陸大宮、上菅谷、水戶方向）
  - 日間大約1-2小時1班普通列車（前往水戶）停靠此站。半數以上的列車從此站出發[13]。
  - 截至2020年（令和2年）7月，發生颱風海貝思後，使此站至袋田之間不能通行，此站設有代行巴士前往上小川站之間[14]。
- 下行（磐城棚倉、磐城石川、郡山方向）
  - 日間大約2至3小時1班普通列車[13]。

## 站前
在1968年（昭和43年），站前廣場設有建設水郡線的功臣眾議院議員根本正的胸像。原本胸像是位於東館站。在鐵路線茨城縣內區間開通的1930年（昭和5年），於十二所神社內設置了「水郡線全通紀念碑」。可是由於第二次世界大戰，紀念碑被回收製作軍備。現時在大子町立大子小學內只遺留了底座和碑文。但是，水郡線實際上在1934年（昭和9年）全線開通。但是在4年前已經建設了「全通紀念碑」，這是由於當初鐵路線沒有為了連接福島縣內，該紀念碑所紀念的是連接此地至縣廳所在地的鐵路線落成啟用。
在收費停車場入口，設有一架蒸氣機車C12 187靜態保存。該機車在1938年7月27日由日本車輛製造名古屋工場製造，機車在九州各地行走後，於1967年7月隸屬水戶機關區，直至使用至1970年前。

## 車站便當
站前的玉屋旅館內設有以下車站便當販賣。
- 奧久慈軍雞便當 - 在購買前需要預約[18]。

## 使用狀況
根據「JR東日本」，2019年度（令和元年度）1日平均乘車人次為255人。
| 乘車人次變化       | 乘車人次變化     | 乘車人次變化    |
| 年度               | 1日平均 乘車人次 | 參考資料        |
| ------------------ | ---------------- | --------------- |
| 2000年（平成12年） | 600              | [ 利用客数 2 ]  |
| 2001年（平成13年） | 581              | [ 利用客数 3 ]  |
| 2002年（平成14年） | 558              | [ 利用客数 4 ]  |
| 2003年（平成15年） | 543              | [ 利用客数 5 ]  |
| 2004年（平成16年） | 526              | [ 利用客数 6 ]  |
| 2005年（平成17年） | 526              | [ 利用客数 7 ]  |
| 2006年（平成18年） | 511              | [ 利用客数 8 ]  |
| 2007年（平成19年） | 496              | [ 利用客数 9 ]  |
| 2008年（平成20年） | 481              | [ 利用客数 10 ] |
| 2009年（平成21年） | 453              | [ 利用客数 11 ] |
| 2010年（平成22年） | 449              | [ 利用客数 12 ] |
| 2011年（平成23年） | 384              | [ 利用客数 13 ] |
| 2012年（平成24年） | 381              | [ 利用客数 14 ] |
| 2013年（平成25年） | 357              | [ 利用客数 15 ] |
| 2014年（平成26年） | 334              | [ 利用客数 16 ] |
| 2015年（平成27年） | 324              | [ 利用客数 17 ] |
| 2016年（平成28年） | 331              | [ 利用客数 18 ] |
| 2017年（平成29年） | 319              | [ 利用客数 19 ] |
| 2018年（平成30年） | 300              | [ 利用客数 20 ] |
| 2019年（令和元年） | 255              | [ 利用客数 1 ]  |

## 車站周邊
站前設有迴旋路。車站附近設有商店街。
- 大子溫泉（日语：大子温泉）
- 大子町公所
- 道之驛奧久慈大子（日语：道の駅奥久慈だいご）
- 大子町立大子小學
- 大子郵局（日语：大子郵便局）
- 大子地藏尊
- 十二所神社（日语：十二所神社 (大子町大子)）
  - 蒟蒻神社（日语：十二所神社 (大子町大子)#境内） - 位於十二所神社內
- 大子航空無線電信號站
- 旧上冈小学校（登录有形文化财，众多影视作品的取景地）
- 國道118號（日语：国道118号）
- 國道461號（日语：国道461号）

## 巴士路線
- 茨城交通
- 綠號（大子町民巴士）

## 其他
- 東野鐵道（日语：東野鉄道）當初計劃延伸至此站。

- 恰克與飛鳥單曲「Sons and Daughters ～我最希望告訴您的」的PV在此站進行外景拍攝。
- 在2006年（平成18年），由毎日放送制作的劇集30（日语：ドラマ30）《扭蛋〜歸來的孩子們〜（日语：がきんちょ〜リターン・キッズ〜）》中曾經數次出現此站。
- 在2017年度上期NHK連續電視小說《雛鳥》谷田部家的出身地的奧茨城村，但是沒有在此站取景。

## 相鄰車站
東日本旅客鐵道（JR東日本）
■水郡線
袋田－常陸大子－下野宮

## 注腳

### 使用狀況
1. 1 2  . 東日本旅客鐵道.   [2020-07-16]. （原始内容存档于2020-07-14） （日语）.
2. ↑  . 東日本旅客鐵道.   [2019-03-01]. （原始内容存档于2019-04-02） （日语）.
3. ↑  . 東日本旅客鐵道.   [2019-03-01]. （原始内容存档于2019-02-22） （日语）.
4. ↑  . 東日本旅客鐵道.   [2019-03-01]. （原始内容存档于2019-04-02） （日语）.
5. ↑  . 東日本旅客鐵道.   [2019-03-01]. （原始内容存档于2019-03-27） （日语）.
6. ↑  . 東日本旅客鐵道.   [2019-03-01]. （原始内容存档于2019-02-23） （日语）.
7. ↑  . 東日本旅客鐵道.   [2019-03-01]. （原始内容存档于2019-04-02） （日语）.
8. ↑  . 東日本旅客鐵道.   [2019-03-01]. （原始内容存档于2019-04-02） （日语）.
9. ↑  . 東日本旅客鐵道.   [2019-03-01]. （原始内容存档于2019-04-02） （日语）.
10. ↑  . 東日本旅客鐵道.   [2019-03-01]. （原始内容存档于2019-02-22） （日语）.
11. ↑  . 東日本旅客鐵道.   [2019-03-01]. （原始内容存档于2019-04-02） （日语）.
12. ↑  . 東日本旅客鐵道.   [2019-03-01]. （原始内容存档于2019-04-02） （日语）.
13. ↑  . 東日本旅客鐵道.   [2019-03-01]. （原始内容存档于2019-04-02） （日语）.
14. ↑  . 東日本旅客鐵道.   [2019-03-01]. （原始内容存档于2019-04-02） （日语）.
15. ↑  . 東日本旅客鐵道.   [2019-03-01]. （原始内容存档于2017-02-08） （日语）.
16. ↑  . 東日本旅客鐵道.   [2019-03-01]. （原始内容存档于2019-04-02） （日语）.
17. ↑  . 東日本旅客鐵道.   [2019-03-01]. （原始内容存档于2019-03-23） （日语）.
18. ↑  . 東日本旅客鐵道.   [2019-03-01]. （原始内容存档于2019-03-27） （日语）.
19. ↑  . 東日本旅客鐵道.   [2019-03-01]. （原始内容存档于2019-03-25） （日语）.
20. ↑  . 東日本旅客鐵道.   [2019-07-21]. （原始内容存档于2019-07-05） （日语）.

## 外部連結
- 車站資訊（常陸大子）：東日本旅客鐵道（日語）
- 常陸大子町官方網站 （页面存档备份，存于）（日語）